# 水湊美緒
水湊 美緒（みなと みお、1997年〈平成9年〉6月10日 - ）は、日本の女優、タレント、モデル、元グラビアアイドルであり、女性アイドルグループ・#ババババンビの元メンバー。旧芸名は、水湊 みお（読み同じ）。
福岡県出身。ゼロイチファミリアを経て、TRUSTAR所属。

## 略歴
- 大学1年生のとき、コスプレイヤーとして初めて人前に立った[5]。福岡のコンセプトカフェに勤務しながら福岡県内だけでなく東京、大阪などでコスプレイヤー、撮影会モデルとして活動する。
- 2019年7月に上京。同年8月1日に芸能事務所・ゼロイチファミリア所属を発表し、東京を拠点にモデル、女優の活動を開始する[6]。
- ゼロイチファミリア在籍中である2020年から2024年までの同事務所イメージビジュアルに毎年選抜される[7][8][9]。
- 2020年2月15日に行われたイベント「フクオカズ バレンタイン SP」でのパフォーマンスを見ていたアイドルグループ・#ババババンビのスタッフから、翌日加入の打診を受ける。同年3月2日、正式に加入が発表され、#ババババンビとしての活動を開始する[10]。
- 2021年11月、初の写真集『みなとみないと』をリリース[11]。2023年4月、アートブック『Miracle』をリリースする[12]。
- 2024年3月31日に体調不良による活動休止をSNSやグループ公式サイトなどで発表し[13]、同年7月29日にはなおも健康状態の改善が見られないためとして#ババババンビを同日を以て卒業することを発表した[14][15]。同年8月5日に心機一転とし新たにSNSアカウントを開設し、同月28日には自身のSNSでゼロイチファミリア退所を報告した[16]。
- 同年11月1日、TRUSTAR所属となったこと[17]、および芸名も「水湊美緒」と一部改名したことを自身のSNSで報告した[18][19]。同月に開催した主催イベントの出演が本格復帰となった[20]。
- 2025年から本格的に女優として活動を開始する。3月には『純喫茶つながり、閉店します』でテレビドラマに初レギュラー出演[21]。4月に実質的な初舞台となる音楽劇『NINETEEEEN GRRRLZ'99』に出演し[22][23]、翌5月には音楽劇『地獄の控室』で舞台初主演を務める[24]。
- 同年1月、公式ファンクラブ「Minato Mio Official Fanclub」を開設[2]。
- 同年7月、自身が作詞作曲も手掛けた配信シングル『水無月』をリリースし、ソロのシンガーとしてもデビューする[25]。

## 人物
- 趣味・特技は、読書・ピラティス・ゲーム実況を観ること・弾き語り[1]・ベース演奏[26]。
- 日常会話やSNS・ライブ配信などでのファンとのコミュニケーションでも、地元の博多弁も使用する[27]。
- 芸名は『けいおん！』登場キャラクターの秋山澪に由来する。また、自身も高校時代にガールズバンドを組み秋山と同じくベースを担当していた[28]。
- ファンネームは「みゃおーず」[29]。
- 高校まで図書委員を務めていて、当時の夢は図書館司書[5]。
- SUPER☆GiRLS、=LOVE、乃木坂46などのオーディションを受けたことがある[30]。
- 好きなアイドルは乃木坂46とBiSH。推しは、乃木坂46元メンバーの西野七瀬、BiSHのアユニ・D、ラストアイドルの西村歩乃果。
- #ババババンビでの担当カラーは青[31]。

## 作品

### イメージビデオ
- VenusFilm Vol.7（2020年1月24日、イーネット・フロンティア）[32]

### 写真集
- みなとみないと（2021年11月17日、集英社、撮影：西條彰仁）ISBN 978-4-08-790064-4[11]
- 水湊みお×LESLIE KEE Miracle（2023年4月21日、小学館、撮影：LESLIE KEE）ISBN 978-4-09-682427-6[12]

### デジタル写真集
- YJコスプレ大戦（2019年3月7日、集英社〈YJ PHOTO BOOK〉、撮影：LUCKMAN・佐藤佑一）[33]
- 夏の匂い（2022年7月11日、集英社〈週プレ PHOTO BOOK〉、撮影：竹内裕二）[34]
- 福岡弁アイドル（2022年10月31日、集英社〈週プレ PHOTO BOOK〉、撮影：Takeo Dec.・大藪達也）[35]
- とっておきの時間（2022年11月15日、双葉社〈EX大衆デジタル写真集〉、撮影：LUCKMAN）[36]
- シトロンガール（2023年6月20日、白夜書房〈BRODYデジタル写真集〉、撮影：鈴木ゴータ）[37]
- ハレのち、みおち（2024年1月4日、少年画報社〈デジタルブルグラ〉、撮影：LUCKMAN）[38]
- 恋はみお色（2024年1月4日、少年画報社〈デジタルブルグラ〉、撮影：LUCKMAN）[39]
- 夢のはじまり（2024年2月26日、集英社〈週プレ PHOTO BOOK〉、撮影：岡本武志）[40]
- 君の心を撮りたいんだPart.2 水湊みおの場合（2024年5月24日、主婦の友社〈STRiKE! DIGITAL PHOTOBOOK〉、撮影：佐藤佑一）[41]

### カレンダー
- 水湊美緒 2025.4-2026.3カレンダー（卓上）（2025年2月22日、わくわく製作所）[42]

### 楽曲
配信シングル
- 水無月（2025年7月16日、TRUSTAR）
  - 「水無月」「さくらんぼ」

## 出演

### テレビドラマ
- 死役所 第5話（2019年11月14日〈13日深夜〉、テレビ東京系）
- プライベートバンカー 第2話（2025年1月16日、テレビ朝日系） - リオ 役[43]
- 純喫茶つながり、閉店します（2025年3月1日 - 29日、テレビ愛知） - 月島京佳 役[21]

### Webドラマ
- 小悪魔教師♡サイコ - Cinema Content -（2021年3月5日、peep） - 冬川アザミ 役[44]
  - 小悪魔教師♡サイコ - Cinema Content -2（2021年9月17日、peep） - 特別出演[45]
- 夕暮れ、星を抱いて帰る（2025年4月25日、ReelShort / ShortsWave ほか） - 主演：石川真由 役[46]

### 舞台
- 劇団コノエノ！ 第4回特別公演『MONEY MONEY MONEY!』（2019年11月8日 - 9日、シアター711） - 特別ゲスト[47]
- SAKURACROSS PROJECT『NINETEEEEN GRRRLZ'99』（2025年4月3日 - 13日、六本木トリコロールシアター） - 和久井アユミ 役[48][22][23]
- 『地獄の控室』（2025年5月31日 - 6月1日・7日 - 8日、ポケットスクエア ザ・ポケット） - 主演：ミツキ  役[49][24]
- 『七つ数えて』（2025年8月13日 - 17日〈予定〉、新宿シアタートップス） - 永井真琴 役[50][51]
- 『大逆転！戦国武将誉賑（）』（2025年9月 - 11月〈予定〉） - お市 役[52]
  - 東京公演（9月20日 - 10月19日、明治座）
  - 大阪公演（11月8日 - 24日、新歌舞伎座）

### テレビ番組
- おっとっと女子旅～滑って転んで妙高篇～（2020年2月26日、テレビ神奈川）
- SESSION（2021年2月9日、中京テレビ / YouTube[53]）
  - 「Episode Talk」（2月10日、YouTube[54]）
- 福岡のびしろTV（2022年12月31日、テレビ西日本）[55]
- ランジャタイのがんばれ地上波！（2023年1月18日 - 2月1日・7月26日 - 8月2日、テレビ朝日）[56]

### Web番組
- 東京スタイルTV #30・34・35・42・44（2019年6月9日・8月12日・31日・2020年1月25日・3月15日、YouTube）
- WINTICKET ミッドナイト競輪（2020年8月17日・9月16日、AbemaTV）

### MV
- reGretGirl「スプリング」（2020年3月25日）[57]
- エイアイカ「存在証明」（2025年4月23日） [58][59]

### CM・広告
- HiClub「GRAVITY」（2025年1月）

### イベント
- 『寄宿学校のジュリエット』アニメ化記念イベント（2018年9月16日 - 17日、アドアーズ秋葉原店）[60] - コスプレ：ペルシア
- 第7回アニ玉祭（2019年10月14日、大宮ソニックシティ）[61] - コスプレ：涼宮ハルヒ
- フクオカズ バレンタイン SP / 本田夕歩生誕祭（2020年2月15日、RHAPSODY） - 本田夕歩、吉沢朱音と共演
- VenusFilm Vol.7 DVD発売記念イベント（2020年2月16日、ソフマップAKIBA①号店）
- #ババババンビ 水湊みお1st写真集「みなとみないと」発売記念お渡し会（2021年11月20日、高田馬場BSホール / 12月3日、心斎橋オーパ / 12月4日、キャナルシティオーパ）
- 水湊みお『#ババババンビ アートブック DX Miracle』発売記念ソロイベント（2023年6月11日、ラフォーレミュージアム原宿）
- ヤングキングBULL表紙記念イベント（2024年1月8日、DMM.com本社イベントスペース）
- ファンミーティング2024（2024年11月24日、グレイドパーク恵比寿）[20]
- クリスマスイベント2024（2024年12月24日、WALL&WALL）
- ファンクラブイベント（2025年2月16日・4月29日・7月27日・8月31日〈予定〉、グレイドパーク表参道）[2]
- 「水湊美緒 2025.4-2026.3カレンダー」発売記念イベント（2025年2月24日、HMV&BOOKS SHIBUYA / 3月15日、HMV&BOOKS HAKATA）[62]
- オンラインお話し会（2025年3月23日・5月17日、オンライン）
- mini LIVE@unravel tokyo（2025年5月3日、unravel tokyo）
- バースデーイベント2025（2025年6月22日、SHIBUYA DIVE）[25]
- 舞台「七つ数えて」前夜祭（2025年7月13日、LOFT9 Shibuya）[50]
- mini LIVE（2025年8月31日〈予定〉、CLUB CRAWL）

### 雑誌・ムック
- 週刊少年マガジン 44号（2018年10月3日、講談社） - 『寄宿学校のジュリエット』コスプレ
- 週刊ヤングジャンプ（集英社）
  - 12号（2019年2月21日） - YJコスプレ大戦
  - 36-37号（2020年8月6日） - 君のことが大大大大大好きな41人の彼女
- Platinum FLASH × ゼロイチファミリア（2019年9月27日、光文社） - ゼロイチジャック号
- 月刊エンタメ（徳間書店）
  - 12月号（2019年10月30日） - 「しふくとみずぎ」本田夕歩、吉沢朱音と共演
  - 5月号（2020年3月30日） - 「しふくとみずぎ」森香穂と共演
  - 9-10月号（2020年7月30日） - 魁!ゼロイチ学園 2時間目
  - 2月号（2020年12月28日） - 「in ベッドルーム」
- 別冊ヤングチャンピオン 1月号（2019年12月3日、秋田書店） - 巻中グラビア「オリエンタルジャーニー」
- 週刊プレイボーイ（集英社）
  - 51号（2019年12月9日） - 巻中グラビア「はじまりの日」
  - 10号（2020年2月22日） - 巻中グラビア「バリかわ博多女子」
  - 33-34号（2020年8月3日） - 巻中グラビア「＃いとおしい」
  - 14号（2021年3月22日） - Book in Book「十湊岸」十味、岸みゆと共演
  - 46号（2021年11月1日） - 表紙・巻頭グラビア「走れ！」
  - 30-31号（2022年7月11日） - 巻末グラビア「夏の匂い」[63]
  - 11号（2024年2月26日） - 巻中グラビア「夢のはじまり」[40]
- smart × ゼロイチファミリア PHOTO & DVD BOOK（2020年3月26日、宝島社） - ゼロイチジャック号
- B.L.T. 7月号（2020年5月23日、東京ニュース通信社） - 今こそゼロイチ
- 週刊SPA! 11月3日号（2020年10月27日、扶桑社） - 美女地図「成熟途上のフレッシュなボディ」
- blt graph. vol.67（2021年5月19日、東京ニュース通信社）[64]
- ヤングガンガン No.19（2021年9月17日、スクウェア・エニックス） - 表紙・巻頭グラビア
- ヤングアニマル No.5（2022年2月25日、白泉社） - 巻頭グラビア・巻末『紫雲寺家の子供たち』コラボグラビア。十味、伊織いお、新谷姫加、霜月めあと共演[65]
- 月刊少年チャンピオン 4月特大号（2022年3月6日、秋田書店） - 表紙・巻頭グラビア『烈海王』『クローズ』『異世界』コラボグラビア。十味、川瀬もえ、由良ゆら、霜月めあと共演
- EX大衆 11月号（2022年10月15日、双葉社） [66]
- blt graph. vol.85（2022年12月9日、東京ニュース通信社）[67]
- 週刊ビッグコミックスピリッツ 7号 （2023年1月16日、小学館） - 表紙・巻頭グラビア[68]
- IDOL AND READ 033（2023年1月31日、シンコーミュージック・エンタテイメント）
- BRODY 2023年4月号（2023年2月22日、白夜書房） - 「Winter Magic」
- Fine 2023年6月号 - 7月号（2023年5月9日・6月9日、日之出出版） - 「私とデートして！もっと！遊んで！ 水湊みお Vol.01 - 02」
- Fine特別編集 SUNNY GIRL×ゼロイチファミリア（2023年7月6日、日之出出版）
- ヤングキングBULL 2024年2月号（2024年1月4日、少年画報社）[69]
- ゼロふぁみSTRiKE!（2024年2月27日、主婦の友社） - 表紙・巻頭「take a picture of your heart」ISBN 9784074595082[70]